# یویچی ناکاگایچی
یویچی ناکاگایچی (انگلیسی: Yuichi Nakagaichi؛ زادهٔ ۲ نوامبر ۱۹۶۷) بازیکن والیبال اهل ژاپن بود.